# Carpineto della Nora
Carpineto della Nora község (comune) Olaszország Abruzzo régiójában, Pescara megyében.

## Fekvése
A megye nyugati részén fekszik. Határai: Brittoli, Civitella Casanova, Ofena, Vicoli, Villa Celiera és Villa Santa Lucia degli Abruzzi.

## Története
Első említése 962-ből származik. A következő századokban nemesi birtok volt. Önálló községgé a 19. század elején vált, amikor a Nápolyi Királyságban felszámolták a feudalizmust.

## Népessége
A népesség számának alakulása:

## Főbb látnivalói
- Acero della Gravara-díszkút
- San Bartolomeo-templom
- Santi Rocco e Agata-templom